# Оружие массового поражения Российской Федерации
Российская Федерация уничтожила весь свой запас химического оружия. До подписания Конвенции о запрещении химического оружия в стране было накоплено 40000 тонн боевых отравляющих веществ. По состоянию на 1 сентября 2010 года в России из этого количества уничтожено 19336 тонн или 48,4 % имеющихся запасов. 27 сентября 2017 года Россия сообщила о полной ликвидации своих запасов химического оружия.
По состоянию на июль 2009 года в составе стратегических ядерных сил (СЯС) России находилось 608 стратегических носителей, способных нести 2683 ядерных боезаряда. Россия является участником практически всех договоров и соглашений об ограничении вооружений.
Кроме этого, в стране имелись значительные запасы тактического ядерного оружия (по разным оценкам, от 3000 до 6000 единиц).
Согласно официальным данным, Россия никогда не обладала биологическим и токсинным оружием.